# Jarir Houmane
Jarir Houmane, pseudonimo di Mohammed Houmane (Casablanca, 30 novembre 1944 – 19 maggio 2018), è stato un calciatore marocchino, di ruolo attaccante.

## Carriera

### Club
Giocò per il Raja Casablanca, smettendo nel 1975 per un brutto infortunio al ginocchio.

### Nazionale
Partecipò con la nazionale del Marocco  al mondiale 1970, segnando il primo storico gol contro la Germania Ovest.

### Allenatore
Smesso i panni del calciatore ha lavorato come tecnico sempre per il Raja Casablanca.